# Мара (регион)
Мара је један од 26 административних региона у Танзанији. Главни град региона је Мусома. Својим западним делом регион излази на обалу језера Укереве. Северна граница региона је државна граница са Кенијом. Суседни региони су Мванза и Шињанга на југу и Аруша на истоку. Површина региона је 19 566 km². Регион је добио име по истоименој реци. У региону се налази Национални парк Серенгети. 

## Становништво
У Мара региону живе многе етничке групе међу којима су Луо, Џита, Рури, Занаки, Куриа, Кабва, Кироба, Симбити, Нгореме, Кваја, Икома, Ната, Исење, Икизу, Сизаки, Сукума и Татуру (Датуга). Први председник Танзаније Џулијус Њерере, пореклом из племена Занаки, рођен је у граду Бутиама који се налази у Мара региону у руралном Мусома дистрику. Према попису из 2002. године у региону је живело 1 368 602 становника. 

## Дистрикти
Регион Мара је административно подељен на 6 дистрикта: Бунда, Серенгети, Мусома - урбани, Мусома - рурални, Тариме и Рорја.